# Nedelewo
Nedelewo (bułg. Неделево) – wieś w Bułgarii, w obwodzie Płowdiw, w gminie Syedinenie. Według danych szacunkowych Ujednoliconego Systemu Ewidencji Ludności oraz Usług Administracyjnych dla Ludności, 15 czerwca 2020 roku miejscowość liczyła 443 mieszkańców.

## Osoby związane z miejscowością

### Urodzeni
- Iwan Bosew (1924) – bułgarski generał